# Hutchinson County, Texas
Hutchinson County är ett administrativt område i delstaten Texas, USA, med 22 150 invånare (2010). Den administrativa huvudorten (county seat) är Stinnett. 

## Geografi
Enligt United States Census Bureau har countyt en total area på 2 318 km². 2 297 km² av den arean är land och 21 km² är vatten. 

### Angränsande countyn
- Hansford County - norr
- Roberts County - öster
- Carson County - söder
- Moore County - väster